# André Sloth
André Sloth (Sèvres, 20 de mayo de 1944) es un deportista francés que compitió en remo. Ganó una medalla de plata en el Campeonato Mundial de Remo de 1962, en la prueba de cuatro con timonel.

## Palmarés internacional
| Campeonato Mundial | Campeonato Mundial | Campeonato Mundial | Campeonato Mundial |
| Año                | Lugar              | Medalla            | Prueba             |
| ------------------ | ------------------ | ------------------ | ------------------ |
| 1962               | Lucerna (Suiza)    | Medalla de plata   | Cuatro con timonel |